# جيمس ستيوارت (اقتصادي)
السير جيمس ستيوارت، برونت 3RD من G o o d t r e e s و برونت 7TH من C o l t n e s s (/ˈstjuːərt/ ، 8 أكتوبر 1707 – 26 نوفمبر 1780)، المعروف أيضا باسم سيدي جيمس ستيوارت دنهام والسير جيمس دنهام S t e u a r t، كان الإسكتلندي البارز يعقوبي ومؤلف كتاب «ربما أول أطروحة منهجية مكتوبة باللغة الإنجليزية عن الاقتصاد»  وأول كتاب باللغة الإنجليزية مع «الاقتصاد السياسي» في العنوان. تولى لقب دنهام في وقت متأخر من الحياة. ورث عمه ابن العم كولتنس في عام 1773.

## حياة سابقة
كان واحداً من 12 طفلاً للسيد جيمس ستيوارت، المحامي العام في اسكتلندا ‏ تحت الملكة آن وجورج الأول، ولد في أدنبرة. كانت والدته آن دالريمبل، ابنة اللورد نورث بيرويك، اللورد رئيس محكمة الدورة ‏. بعد تخرجه من جامعة أدنبره، تم قبوله في نقابة المحامين الاسكتلندية في سن الرابعة والعشرين.
ثم قضى بضع سنوات في القارة، وأثناء وجوده في روما دخل في علاقات مع Young Pretender ، Charles Edward Stuart . كان في ادنبره في عام 1745، وشب نفسه بنفسه لدرجة أنه بعد معركة كولودين، وجد أنه من الضروري العودة إلى القارة، حيث بقي حتى عام 1763. لم يكن قد تم العفو عنه بالكامل حتى عام 1771 بسبب أي تورط قد يكون لديه في التمرد. توفي في مقر عائلته، كولتنس، في لاناركشاير.

### عائلة
كان ستيوارت ينحدر من السير جيمس ستيوارت الآخر، الفارس، وهو تاجر في إدنبره وشيخ المشيخ القوي، الذي دعم تشارلز الثاني في الحروب الأهلية البريطانية بين عامي 1642 و 1660 والذي توفي في عام 1681، بعد أن كسب ما يكفي من المال لشراء العقارات التي هبطها لأبنائه؛ كان ثلاثة من هؤلاء الأبناء بارزين بما يكفي لجعل عائلاتهم تحصل على لقب البارونة ‏ بعد الثورة المجيدة عام 1688. كانوا: السير توماس ستيوارت من كولتنس، الابن الأول؛ السير جيمس ستيوارت من G o o d t r e e s ، اللورد المحامي ‏، الابن الرابع؛ السير روبرت ستيوارت من اللاندال، أصغر أبناء السبعة. كان المحامي اللورد، السير جيمس ستيوارت من غودتريز، جده؛ كان والده، وكذلك السير جيمس ستيوارت، الابن الأكبر للورد المحامي، وتولى منصب المحامي العام في اسكتلندا ‏.

### العناوين
ورثت البارونة الثالثة من G o o d t r e e s ، موضوع هذا المقال، البارونة والعقارات في سن الرابعة عشرة. اكتسب في نهاية المطاف الكثير من امتلاك أبناء عمومته، خط كبار ستيوارتس. تزوج السير توماس ستيوارت من C o l t n e s s مرتين: من مارجريت إليوت، ابنة زوجته الأم، ثم إلى سوزان دينهام، شقيقة السير ويليام مورتيمر، بارونيت أوف ويستشيلد الأول، ماجستير في النعناع ‏ عن اسكتلندا، وأنجبت أربعة عشر من أبناء معهم. باع ابنه الأكبر الحوزة والقصور (ولكن ليس لقب) كولتنس إلى والد البارونة الثالث لجودتريز، في عام 1712. وغالبا ما تسمى البارونة الثالثة من G o o d t r e e s من C o l t n e s s ، لأنه كان منزله.
ومع ذلك، باعت البارونة الثالثة لجودتريز في نهاية المطاف ملكية جودتريز بعد عودته من فرنسا. بحلول ذلك الوقت، كان الابن الأخير الباقي للسير توماس ستيوارت قد ورث مواليد كولتنس ‏ من والده بالإضافة إلى ممتلكات وبارونة دينهام فيستشيلد من خلال والدته، وهو يصمم نفسه السير أرشيبالد ستيوارت دينهام ، بارونيت. عندما توفي السير أرشيبالد، في عام 1773، انتقلت بارونتيس كولتنس وممتلكات ستيوارت إلى السير جيمس ستيوارت؛ انتقل ملك وممتلكات دينهام إلى آخر ولي عهد دينهامز، وهو ابن أخ غير شقيق للسيد أرشيبالد من جانب والدته، الذي أخذ أسلوب السير ويليام لوكهارت دينهام. عندما توفي، بعد ثلاث سنوات، في عام 1776، انقرضت بارونة دينهام؛ كما أنه ترك ممتلكاته، بما في ذلك مقاطعة ويست شيلد، إلى السير جيمس ستيوارت، الذي تولى بعد ذلك اسم دنهام، على الرغم من أنه لم ينحدر منه.
على مدار السنوات الأربع الأخيرة من حياته، كان السيد جيمس ستيوارت دينهام، بارونيت، كولتنس وويستشيلد. تم نشر كتابه الرئيسي وأعماله التي تم جمعها بعد وفاته من قبل السير جيمس ستيوارت. الأدب الاقتصادي كما يسميه السير جيمس ستيوارت دينهام.

## أعمال

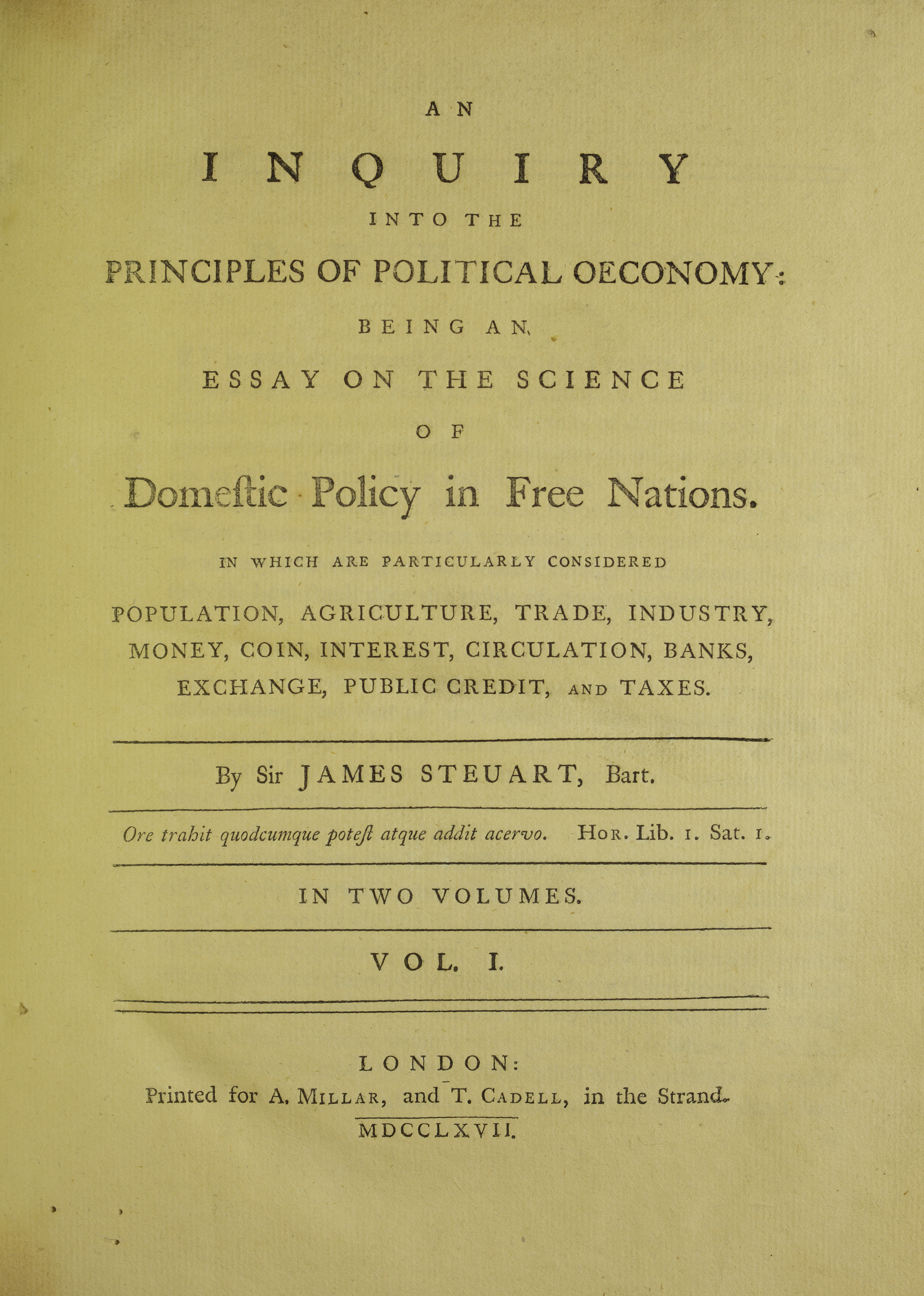
التحقيق في مبادئ علم الاقتصاد السياسي ، 1767

في عام 1767 نشر ستيوارت تحقيقًا في مبادئ الاقتصاد السياسي ،  أول كتاب لرجل اقتصاد اسكتلندي مع «الاقتصاد السياسي» في العنوان، موضحًا استخدام المصطلح على النحو التالي: 
 [مثلما] الاقتصاد بشكل عام [هو] فن توفير جميع احتياجات الأسرة، [وبالتالي فإن علم الاقتصاد السياسي] يسعى إلى تأمين صندوق معيشي معين لجميع السكان، لتفادي كل الظروف التي قد تجعل انها غير مستقرة. لتوفير كل ما هو ضروري لتوفير احتياجات المجتمع، وتوظيف السكان... بطريقة طبيعية لإقامة علاقات متبادلة والتبعيات بينهما، وذلك لتزويد بعضنا البعض مع الاحتياجات المتبادلة. 
 كان هذا الكتاب هو المسح الأكثر اكتمالا ومنهجية للعلم من وجهة نظر التفاؤل المعتدل الذي ظهر في إنجلترا وفي الواقع أول أطروحات اقتصادية كاملة تظهر في أي مكان. كما اعترف الفيلسوف الألماني هيجل بهذا الكتاب وكتب تعليقًا عليه في عام 1799. على الرغم من اعتباره في كثير من الأحيان جزءًا من عصر التنوير الاسكتلندي الذي أنتج ديفيد هيوم وآدم سميث، إلا أن اقتصاديات ستيوارت عادت إلى عصر Mercantilist السابق.
كانت Mercantilism هي مدرسة الفكر التي ترى أن التوازن الإيجابي للتجارة له أهمية قصوى بالنسبة لأي دولة ويتطلب فرض حظر على تصدير الذهب والفضة. أدت هذه النظرية إلى ارتفاع التعريفات الوقائية لتعظيم استخدام الموارد المحلية والتوسع الاستعماري والحصرية للتجارة مع تلك المستعمرات. أدت المحاولات البريطانية لمتابعة الأفكار التجارية إلى حروب الملاحة الأنجلو هولندية الأربعة وحروب المستعمرين الأمريكيين في 1776-1781 و1812 . بالإضافة إلى ذلك، في عام 1815، اعتمدت بريطانيا التعريفة الجمركية المرتفعة، والتي تسمى قوانين الذرة على جميع القمح المستورد بناءً على اقتراح المستشارين التجاريين. سيكون النقاش حول قوانين الذرة قاسية وسيهيمن على النقاش السياسي ويحتل جميع الحكومات البريطانية حتى يتم إلغاء قوانين الذرة في عام 1846.
على مستوى أي معاملة مبيعات فردية، رأت الشركة أن الربح تم تطويره في نقطة البيع. رأى ستيوارت أن الربح كان مجرد «رسم إضافي» عند نقل ملكية السلعة. لم يكن ستيوارت تاجرًا خالصًا، إلا أنه كان يؤمن بـ «شكل علمي من التجارة». رأى ستيوارت أن كل الأرباح نشأت عن قيام البائع «بزيادة الشحن» على المشتري في أي عملية بيع واحدة. ومع ذلك، سمح ستيوارت بأن «الربح» الذي يتم الحصول عليه من خلال البورصة «سوف يتقلب» مع ارتفاع و / أو انخفاض الطلب. لا تزال مثل عين ستيوارت على حالها مثل جميع التجار الجيدين في البورصة بصفتها صانع الربح ولم يعترف بأي قيمة في سلعة ما قبل البيع.
كان ستيوارت أحد آخر ممثلي مدرسة الفكر الاقتصادي التجارية.
على الرغم من أن العمل قد تم قبوله جيدًا، إلا أن تأثيره على شركة سميث لثراء الأمم قد طغى عليه بعد تسع سنوات فقط. آدم سميث لا يقتبس أو يذكر كتاب ستيوارت، على الرغم من أنه كان على علم به. وقد قيل أن سميث تجنب الحجج ستيوارت لأنها كانت ستقوض يوتوبيا له. علاوة على ذلك، يبدو أن الهجمات على Mercantilism في ثروة الأمم كانت موجهة بشكل أساسي ضد ستيوارت. بما أن سميث قد ظن أن محادثة ستيوارت كانت أفضل من كتابه، فقد يرغب على الأرجح في تجنب الخلاف معه.
تلقى كتاب ستيوارت بشكل إيجابي أكثر من ذلك بكثير بعد قرن من قبل أعضاء المدرسة التاريخية للاقتصاد.

## الحياة الشخصية
تزوج من السيدة فرانسيس ويميس (1722-1789)، ابنة جيمس ويمس ، إيرل ‏ فيميز الخامس. معا، كان لديهم ابن واحد:
- السير جيمس ستيوارت دينهام، المولود عام 1744، قبل ذهابه إلى فرنسا.

هذا الابن، الذي أطلق على نفسه اسم دينهام في إنجلترا وستوارت في اسكتلندا، قام بتحرير أعمال والده الكاملة، وكان عضوًا في البرلمان، وضابطًا، كولونيل أوف ذا سكوتس جرايز ‏. تمت ترقيته بشكل عام، وعاش ليكون في التاسعة والتسعين من كبار ضباط الجيش البريطاني. بعد وفاته، ذهب كل من البارونتونات إلى ابن عم، حفيد ابن أصغر سنا للورد المحامي، الذي توفي في عام 1851، منذ متى كانوا نائمين.

## قائمة المراجع
- نُشرت الأعمال السياسية والسياسية والميتافيزيقية والتسلسلية، للراحل الراحل السير جيمس ستيوارت من كولتنس، بارتي، الذي تم جمعه الآن لأول مرة، مع حكاية المؤلف، من قبل ابنه، الجنرال السير جيمس دينهام ستيوارت ، في 6 مجلدات 8vo في 1805. إلى جانب التحقيق ، تشمل:
- أطروحة على عقيدة ومبادئ المال المطبقة على العملة الألمانية (1758)
- Apologie du sentiment de M. le Chevalier Newton sur l'ancienne chronologie des Grecs (4to، Frankfort-on-the-the-Main، 1757)
- تحقيق في مبادئ الاقتصاد السياسي: أن تكون مقالًا عن علم السياسة المحلية في الدول الحرة، والتي تعتبر بشكل خاص السكان، الزراعة، التجارة، الصناعة، المال، العملة، الفائدة، التداول، البنوك، التبادل، الائتمان العام، والضرائب ، ([1767، 2 ت.] 1770). صفحة العنوان وروابط الفصل، [c] ، v. 2 ، و v. 3 .
- مبادئ المال المطبقة على الدولة الحالية ef Bengal ، المنشورة بناءً على طلب شركة الهند الشرقية (4to ، 1772)
- أطروحة عن سياسة الحبوب (1783)
- خطة لإدخال التوحيد في الأوزان والمقاييس داخل حدود الإمبراطورية البريطانية (1790)
- ملاحظات على مقال بيتي عن الحقيقة
- أطروحة بشأن دوافع الطاعة لقانون الله ، وغيرها من الأطروحات.

## روابط خارجية
- الإقتصادي جيمس ستيوارت على موقع الموسوعة البريطانية (الإنجليزية)
- نبذة عن السير جيمس دينهام ستيوارت في موقع تاريخ الفكر الاقتصادي .
- تحقيق في مبادئ الاقتصاد السياسي ، كتاب عن marxists.org